# Mameto ndenge
Mameto ndenge é o cargo de mãe-pequena do Candomblé Bantu ocupado por mulheres. Os homens são Tateto ndenge.